# Суквомиш (Вашингтон)
Суквомиш (енгл. Suquamish) насељено је место без административног статуса у америчкој савезној држави Вашингтон.

## Демографија
По попису из 2010. године број становника је 4.140, што је 630 (17,9%) становника више него 2000. године.
| Група             | 2000.         | 2010.         |
| Белци             | 2.820 (80,3%) | 3.071 (74,2%) |
| Афроамериканци    | 12 (0,3%)     | 30 (0,7%)     |
| Азијати           | 85 (2,4%)     | 96 (2,3%)     |
| Хиспаноамериканци | 107 (3,0%)    | 226 (5,5%)    |
| Укупно            | 3.510         | 4.140         |